# Referendo constitucional na Bolívia em 2009
O referendo constitucional da Bolívia de 2009 foi realizado no domingo, 25 de janeiro daquele ano, após ter sido adiado duas vezes, em 4 de maio de 2008 e, posteriormente, em 7 de dezembro de 2008. Redigida e aprovada pela Assembleia Constituinte da Bolívia em dezembro de 2007, foi objeto de algumas modificações pelo Congresso Nacional Boliviano em outubro de 2008 e submetida a referendo. A nova constituição foi aprovada com 61,43% dos votos. No mesmo referendo, votou-se qual deveria ser a extensão máxima de terras que um cidadão pode possuir, cinco mil ou dez mil hectares, tendo sido aprovada a opção de “cinco mil hectares” com 80,65% dos votos.
A nova constituição foi promulgada e publicada no Diário Oficial da Bolívia em 7 de fevereiro de 2009, data em que entrou em vigor.

## Antecedentes
Em 2 de julho de 2006, foram realizadas as eleições para escolher os membros da Assembleia Constituinte que trabalharia em uma nova constituição para a Bolívia. Os resultados deram mais de 50% dos 255 assentos da assembleia ao MAS do presidente Evo Morales. Era necessário o apoio de dois terços da assembleia para aprovar a constituição sendo enviada oficialmente 14 de dezembro de 2007. Em 28 de fevereiro de 2008, o Congresso convocou a realização do referendo para 4 de maio daquele ano. Posteriormente, o Tribunal Nacional Eleitoral suspendeu o referendo devido à falta de “condições técnicas, operacionais, legais e políticas” para realizar o processo.
Aproveitando-se de um decreto devido ao bloqueio do projeto no Senado, em 28 de janeiro de 2008, o presidente Evo Morales convocou novamente o referendo para 7 de dezembro de 2008, embora, alegando razões legais, a O Tribunal Nacional Eleitoral tenha suspendido novamente a consulta em 1º de setembro do mesmo ano.
Após negociações, em 20 de outubro de 2008, o governo (representado pelo MAS) e a oposição (pelo PODEMOS) chegaram a um acordo, convocando oficialmente a consulta para 25 de janeiro de 2009.

## Resultados
A Constituição foi aprovada com 61,43% dos votos e promulgada pelo presidente Evo Morales em 7 de fevereiro de 2009, em um evento multitudinário na cidade de El Alto. Após assinar o documento, Morales disse:

Neste dia histórico, proclamo promulgada a nova Constituição Política do Estado boliviano, a vigência do Estado plurinacional unitário, social e, economicamente, o socialismo comunitário— Evo Morales Ayma
| Referendo constitucional na Bolívia, em 25 de janeiro de 2009 | Referendo constitucional na Bolívia, em 25 de janeiro de 2009 | Referendo constitucional na Bolívia, em 25 de janeiro de 2009 |
| Sim ou Não                                                    | Votos                                                         | Porcentagem (Votos Válidos)                                   |
| ------------------------------------------------------------- | ------------------------------------------------------------- | ------------------------------------------------------------- |
| Sim                                                           | 2.064.417                                                     | 61,43%                                                        |
| Não                                                           | 1.296.175                                                     | 38,57%                                                        |
| Votos válidos                                                 | 3.360.592                                                     | 95.70%                                                        |
| Votos nulos ou brancos                                        | 151.107                                                       | 4,31%                                                         |
| Total                                                         | 3.511.699                                                     | 100,00%                                                       |
| Participação                                                  | 90,24%                                                        | 90,24%                                                        |
| 5.000 ou 10.000 hectáreas                                     | Votos                                                         | Porcentagem                                                   |
| 5.000 hectares                                                | 1.956.596                                                     | 80,65%                                                        |
| 10.000 hectares                                               | 469.385                                                       | 19,35%                                                        |
| Votos válidos                                                 | 2.425.981                                                     | 69,18%                                                        |
| Votos nulos ou brancos                                        | 1.081.749                                                     | 31,29%                                                        |
| Total                                                         | 3.507.730                                                     | 100.00%                                                       |
| Participacão                                                  | 90,14%                                                        | 90,14%                                                        |